# Papuogryllacris gridellii
Papuogryllacris gridellii är en insektsart som först beskrevs av Heinrich Hugo Karny 1928.  Papuogryllacris gridellii ingår i släktet Papuogryllacris och familjen Gryllacrididae. Inga underarter finns listade i Catalogue of Life.